# Bataille de Popasna
Invasion de l'Ukraine par la Russie de 2022
Guerre du Donbass
Batailles
Offensive de Kiev (Jytomyr, Kiev) : 
- 1re Hostomel
- Tchernobyl
- Ivankiv
- Kiev
- 2e Hostomel
- Vassylkiv
- Boutcha
- Irpin
  - Bombardement de réfugiés
- Jytomyr
- Mochtchoun
- Makariv
- Brovary

Offensive du Nord (Tchernihiv, Soumy) :
- Hloukhiv
- Slavoutytch
- Bombardements
- Soumy
- Trostianets
- Tchernihiv
- Okhtyrka
- Lebedyn
- Konotop
- Romny
- Desna
- Escarmouches frontalières

Russie  (Briansk, Belgorod) :
- Incursions en Russie occidentale
  - Oblast de Briansk
  - Oblasts de Belgorod et de Koursk
    - Incursions de 2024

  - Bombardement de Belgorod
- Oblast de Koursk (août 2024)

Campagne de l'Est (Donetsk, Louhansk, Kharkiv)
Kharkiv :
- 1re Kharkiv
  - Tchouhouïv
  - Bombardements : en février
  - en mars
  - en avril
  - du bâtiment administratif
- Izioum
- 2e Kharkiv
  - Balaklia
  - 1re Koupiansk
  - Chevtchenkove
- 3e Kharkiv

Nord du Donbass:
- Starobilsk
- Sloviansk
  - Dovhenke
  - 1re Lyman
  - Sviatohirsk
  - Bohorodychne et Krasnopillia
  - Bombardements : Bilohorivka
  - Kramatorsk
- Sievierodonetsk
  - Kreminna
  - Donets
  - Roubijné
  - Popasna
  - Tochkivka
  - Massacre
- Lyssytchansk
- 2e Kharkiv
  - Balaklia
  - 1re Koupiansk
  - Chevtchenkove
  - 2e Lyman
- Oblast de Louhansk
  - Ligne Svatove-Kreminna
  - Serebryansky
  - 2e Koupiansk

 Centre du Donbass:
- Horlivka
- Popasna
- Svitlodarsk
- Bakhmout
  - Soledar
- Siversk
- Tchassiv Iar
- Toretsk

Sud du Donbass :
- Volnovakha
- Marioupol
  - Bombardements : de l'hôpital
  - du théâtre
  - de l'école d'art
- Pisky
- Vouhledar
  - Pavlivka
- Marïnka
- Contre-offensive de 2023
- Avdiïvka
- Novomykhaïlivka
- Pokrovsk
  - Krasnohorivka
  - Toretsk
- Bombardements :
- Makiïvka
- Donetsk

Campagne du Sud (Mykolaïv, Kherson, Zaporijjia)
- 1re Kherson
- Odessa
- Melitopol
- Mykolaïv
  - Bombardements : à fragmentation
  - du bâtiment administratif
- 1re Berdiansk
- Zaporijjia
- Tchornobaïvka
- Enerhodar
- Voznessensk
- Houliaïpole
- Davydiv Brid
- 2e Berdiansk
- Nova Kakhovka
- 2e Kherson
  - Doudtchany
- Dniepr
- Tchoulakivka
- Contre-offensive de 2023
  - Robotyne

Frappes aériennes dans l'Ouest et le Centre de l'Ukraine
- Lviv (02/2022)
- Vinnytsia (03/2022)
- Yavoriv (03/2022)
- Deliatyne (03/2022)
- Dnipro

Guerre navale
- Île des Serpents (02/2022)
- Moskva (04/2022)

Attaques en Crimée
- Novofedorivka (08/2022)
- Djankoï (08/2022)
- Pont de Crimée (10/2022)
- Base navale de Sébastopol (10/2022)
- Pont de Crimée (07/2023)
- Base navale de Sébastopol (09/2023)

Débordement
- Aéroport de Millerovo
- Sabotages en Russie
- Attaques en Transnistrie
- Sabotage des gazoducs Nord Stream
- Terrain d'entraînement militaire de Soloti
- Explosions en Pologne
- Bases aériennes de Dyagilevo et Engels-2
- Base aérienne de Minsk-Matchoulichtchi
- Crise russo-moldave de 2023
  - Accusations de tentative de coup d'État en Moldavie
- Incident de drone de 2023 en mer Noire
- Rébellion du groupe Wagner

Massacres
- Tchernihiv
- Boutcha
- Borodianka
- Olenivka
- Izioum

La bataille de Popasna ou de Popasnaïa, est un engagement militaire qui débute le 18 mars 2022, dans le cadre de l'offensive de l'Est de l'Ukraine, et prend fin le 7 mai 2022. La Russie parvient à prendre le contrôle de la ville de Popasna, objectif de la bataille.

## Déroulement de la bataille
Les combats pour la ville de Popasna, dans l'oblast de Louhansk, commencent le 18 mars 2022.  
Les troupes de la Russie et de la RPL renforcent leur offensive, utilisant l'artillerie et l'aviation contre les positions des forces armées ukrainiennes. Cependant, selon l'Institut pour l'étude de la guerre, l'armée russe ne réalise pas de progrès significatifs.
Contredisant les évaluations des experts occidentaux, le président de l'administration d'État régionale de Louhansk, Serhiy Haïdaï, déclare en avril 2022 sur sa chaîne Telegram que « les Russes contrôlent la moitié de la ville ». Selon l'Agence fédérale de presse russe (RIAFAN) les forces russes se sont retranchées dans le domaine de l'administration de la ville et avancent.
Le combat s'engage le 21 avril 2022.
Le 22 avril 2022, Serhiy Haïdaï déclare que l'armée russe « n'a pas atteint ses objectifs à Popasna et Roubijné ». Dans le même temps, il indique que les troupes conjointes de la Russie et de la RPL « contrôlent 80 % du territoire de la région de Lougansk ».
Le 23 avril 2022, un communiqué de la RIAFAN rend compte de la poursuite de batailles « obstinées » pour Popasna entre la RPL et les forces armées ukrainiennes.
Le 7 mai 2022, Popasna, à moitié détruite, est prise par les forces russes,. Des mercenaires du groupe Wagner — société militaire privée russe — et des troupes tchétchènes participent à la dernière phase de la bataille, les mercenaires ayant été photographiés devant des bâtiments administratifs de Popasna. Le dirigeant tchétchène Ramzan Kadyrov revendique la prise de la ville par ses soldats, les Kadyrovtsy.
Après la prise de Popasna par les troupes russes, Sievierodonetsk et Lyssytchansk se retrouvent menacées et sont assiégées, puis prises dans les semaines qui suivent comme l'a été la ville de Marioupol. De plus, la prise par les Russes de la route entre Bakhmout et Lyssytchansk coupe cette dernière de l'une de ses principales voies de ravitaillement. 
À la suite de la chute de la ville de Popasna, les Ukrainiens se voient contraints d'abandonner les villes de Myronivs'kyi et de Svitlodarsk car le risque d'encerclement par le nord devient trop important. À la suite de cette retraite, toute la zone au sud et à l'est du réservoir de Vouhlehirsk tombe sous le contrôle des Russes.
Le 5 juin 2022, le major général russe Roman Koutouzov y est tué.